# Emeringen (Schengen)
Emeringen (luxemburgisch Éimerengⓘ, französisch Emerange) ist ein Ortsteil der Gemeinde Schengen, Kanton Remich, im Großherzogtum Luxemburg. 

## Lage
Emeringen liegt ganz im Süden von Luxemburg am linken Ufer der Gander. Der kleine Fluss bildet hier zugleich die Grenze nach Lothringen und damit auch nach Frankreich. Da die Gander in einer Schleife um den Ort herumfließt, verläuft die Grenze direkt am westlichen, südlichen und östlichen Ortsrand. Nachbarorte sind im Norden Bad Mondorf, im Osten Bürmeringen und im Westen, auf französischer Seite Puttelange-lès-Thionville (Püttlingen).

## Allgemeines und Geschichte
Emeringen ist eine kleine, ländlich geprägte Ortschaft
Bis zum 1. Januar 2012 gehörte Emeringen zur Gemeinde Bürmeringen, die aufgelöst und in die Gemeinde Schengen eingegliedert wurde.